# Nicole Garza
Nicole Garza (* 13. Oktober 1982 in Miami, Florida) ist eine US-amerikanische Schauspielerin.

## Leben
Nicole Garza wurde 1982 in Miami, Florida geboren. Ihre Zwillingsschwester Natalie ist ebenfalls Schauspielerin. Sie standen gemeinsam für Film- und Fernsehproduktionen vor der Kamera. In den Vereinigten Staaten sind beide unter anderem auch als die DoubleMint-Zwillinge bekannt, da sie für The Wrigley Company in einem Fernseh-Werbspot für diese Kaugummimarke zu sehen sind.
Nicole Garza hatte ihre erste Rolle in der Fernsehserie Presidio Med als Becca. Im Jahr 2003 spielte sie in einer Folge der Fernsehserie Gilmore Girls als Kick mit. In Entourage war sie 2004 in der Folge Die Kritik neben Charity Shea als ein Mädchen in einem Wagen zu sehen. Im Jahr 2005 spielte sie in der Filmkomödie Teen Cop die Rolle der Candice und war dabei neben Kelly Hu und Nick Cannon zu sehen. Als Chloe war sie in einer Folge in O.C., California und als Jenny in How I Met Your Mother zu sehen.
Im Anschluss verkörperte sie in sieben Folgen der Fernsehserie Campus Ladies die Rolle der Harley. Im Jahr 2009 spielte sie in der Horrorkomödie College Vampires die Rolle der Danni in einer Nebenrolle. In der US-amerikanischen Krimiserie CSI: Den Tätern auf der Spur war sie als Jill in der Folge Duftende Höschen zu sehen. Zuletzt stand sie für die Filmkomödie The Coalition, die im Jahr 2013 erscheinen soll, vor der Kamera.

## Filmografie
- 2003: Gilmore Girls (Fernsehserie, Folge 4x03 The Hobbit, the Sofa, and Digger Stiles)
- 2004: Entourage (Fernsehserie, Folge 1x02 Die Kritik)
- 2005: Teen Cop (Underclassman)
- 2006: O.C., California (Fernsehserie, Folge 3x21 Der Schmerz)
- 2006: How I Met Your Mother (Fernsehserie, Folge 2x02 Neues Leben, alte Fehler)
- 2006–2007: Campus Ladies (Fernsehserie, sieben Folgen)
- 2008: Dexter (Fernsehserie, Folge 3x02 Auf der Suche nach Freebo)
- 2009: College Vampires (Transylmania)
- 2010: CSI: Den Tätern auf der Spur (CSI: Crime Scene Investigation, Fernsehserie, Folge 10x16 Duftende Höschen)